# Blepisanis erythaca
Blepisanis erythaca är en skalbaggsart som först beskrevs av Francis Polkinghorne Pascoe 1858.  Blepisanis erythaca ingår i släktet Blepisanis och familjen långhorningar. Inga underarter finns listade.